# 栃木県立黒磯高等学校
栃木県立黒磯高等学校（とちぎけんりつ くろいそこうとうがっこう）は、栃木県那須塩原市豊町に所在する公立の高等学校。
1980年には、春夏を通して栃木県北部唯一（2025年春現在）となる甲子園出場を果たしている。

## 設置学科
- 普通科

かつては家政科、理数科も設置されていた。

## 特色
本校の略称は「黒高（くろこう）」。「黒高プライド」「チーム黒高」など、学校のキャッチフレーズでも用いられている。
校内に青木周蔵記念育英会（青木盛久理事長）の事務局を置く。
栃木県内の高校で唯一、PTAに法人番号が付与されている。

### 交通アクセス
東北本線（JR東日本）黒磯駅下車、徒歩10分

## 沿革
- 1925年 - 黒磯町立実践女学校設立、開校
- 1928年 - 栃木県黒磯実践女学校に校名変更
- 1948年 - 学制改革により、黒磯高等学校（黒磯町立）に校名変更。翌年二町五村の組合立に改組
- 1950年 - 県立に移行、翌年現校名に変更
- 1980年 - 第62回全国高等学校野球選手権大会出場
- 1999年 - 家政科閉科式典挙行
- 2006年 - 理数科募集停止

## 学区
2015年度より全県一学区となる。学区制時代は旧那須学区に属していた。

## 部活動
学校公認の部活動は以下の通りである。

### 運動部
- 野球部
- サッカー部
- バドミントン部
- バスケットボール部
- バレーボール部
- テニス部
- 陸上部
- 剣道部
- 柔道部

### 文化部
- 合唱部
- 吹奏楽部
- 筝曲部
- 美術部
- 文芸部
- 茶華道部
- インターアクトクラブ
- クッキング部
- 科学部
- 囲碁将棋部

また、常設ではないものの水泳やスキー・スノーボード等で大会に出場する際は、シーズン中のみ部活動として活動することもある。

## 著名な卒業生
- 森詠 - 作家
- とっこねぇ - お笑い芸人
- 君島寛 - 元那須塩原市長
- 阿久津憲二 - 元那須塩原市長
- 高久勝 - 元那須町長
- 末広栄二 - ソーシャルメディアコンサルタント、かつて加ト吉公式twitterの「中の人」。
- 渋井哲也 - ライター、ジャーナリスト、ノンフィクション作家。「生きづらさ」をテーマに「自殺サイト」や「いじめ」、震災後の東北などを取材。
- 野口大輔 - プロレス・格闘技レフェリー
- 郡司洋 - プロゴルファー
- 広田龍馬（英語版） - 馬術選手